# Mieke Wijaya
Miecke Marie De Rijder (Bandungue, 7 de março de 1939 – Jacarta, 3 de maio de 2022) foi uma atriz indonésia, ganhadora de três prêmios Citra no Festival de Cinema Indonésio. Depois de se formar no ensino médio, Wijaya estudou por algum tempo na Academia Nacional de Teatro da Indonésia em Jacarta. Durante este período, ela atuou como cantora e atriz e fez sua estreia no cinema em 1954 com Gagal.

## Morte
Wijaya morreu em 3 de maio de 2022, aos 82 anos de idade.

## Filmografia
Wijaya atuou em mais de setenta filmes durante seus cinquenta anos de carreira.
- Gagal (1955)
- Tjorak Dunia (1955)
- Pilihlah Aku (1956)
- Tiga Dara (1956)
- Dekat Dimata Djauh Dihati (1956)
- Dewi (1957)
- Delapan Pendjuru Angin (1957)
- Sengketa (1957)
- Bing Slamet Tukang Betja (1959)
- Iseng (1959)
- Sekedjap Mata (1959)
- Gadis Diseberang Djalan (1960)
- Piso Surit (1960)
- Detik-detik Berbahaja (1961)
- Aksi Kalimantan (1961)
- Masih Ada Hari Esok (1961)
- Mira (1961)
- Toha, Pahlawan Bandung Selatan (1961)
- Anak-anak Revolusi (1964)
- Ekspedisi Terakhir (1964)
- Impian Bukit Harapan (1964)
- Langkah-langkah Dipersimpangan (1965)
- Liburan Seniman (1965)
- Gita Taruna (1966)
- Disela-sela Kelapa Sawit (1967)
- Gadis Kerudung Putih (1967)
- Big Village (1969)
- Tokoh (1973)
- Ananda (1970)
- Beranak dalam Kubur (1971)
- Dunia Belum Kiamat (1971)
- Malam Jahanam (1971)
- Spy and Journalist (1971)
- Akhir Cinta di Atas Bukit (1972)
- Lingkaran Setan (1972)
- Romusha (1972)
- Desa di Kaki Bukit (1972)
- Dosa Siapa (1972)
- Flamboyant (1972)
- Dimana Kau Ibu (1973)
- Ita Si Anak Pungut (1973)
- Bing Slamet Koboi Cengeng (1974)
- Demi Cinta (1974)
- Kehormatan (1974)
- Sayangilah Daku (1974)
- Boni dan Nancy (1974)
- Ranjang Pengantin (1974)
- Kawin Lari (1974)
- Perkawinan dalam Semusim (1976)
- Badai Pasti Berlalu (1977)
- Selimut Cinta (1977)
- Diana (1977)
- Ali Topan Anak Jalanan (1977)
- Napsu Serakah (1977)
- Manager Hotel (1977)
- Jaringan Antar Benua (1978)
- Senja di Pulo Putih (1978)
- Kembang Semusim (1980)
- Srigala (1981)
- Ketika Cinta Harus Memilih (1981)
- Nila di Gaun Putih (1981)
- Remang-remang Jakarta (1981)
- Dr. Karmila (1981)
- Betapa Damai Hati Kami (1981)
- Hukum Karma (1982)
- Pengabdian (1984)
- Kontraktor (1984)
- Sembilan Wali (1985)
- Gadis Hitam Putih (1985)
- Gerhana (1985)
- Beri Aku Waktu (1986)
- Pernikahan Dini (1987)
- Penginapan Bu Broto (1987)
- Luka di Atas Luka (1987)
- Saat Kukatakan Cinta (1991)
- Zig Zag (Anak Jalanan) (1991)
- Ayat-Ayat Cinta (2008)

## Prêmios e indicações
| Prêmio                       | Ano  | Categoria                    | Trabalho             | Resultado |
| ---------------------------- | ---- | ---------------------------- | -------------------- | --------- |
| Festival de Cinema Indonésio | 1967 | Prêmio Citra de Melhor Atriz | Gadis Kerudung Putih | Venceu    |
| Festival de Cinema Indonésio | 1975 | Prêmio Citra de Melhor Atriz | Ranjang Pengantin    | Venceu    |
| Festival de Cinema Indonésio | 1981 | Prêmio Citra de Melhor Atriz | Kembang Semusim      | Venceu    |